# Pipizella elegantissima
Pipizella elegantissima är en tvåvingeart som beskrevs av Lucas 1976. Pipizella elegantissima ingår i släktet rotlusblomflugor, och familjen blomflugor.
Artens utbredningsområde är Italien. Inga underarter finns listade i Catalogue of Life.